# Inginerie structurală

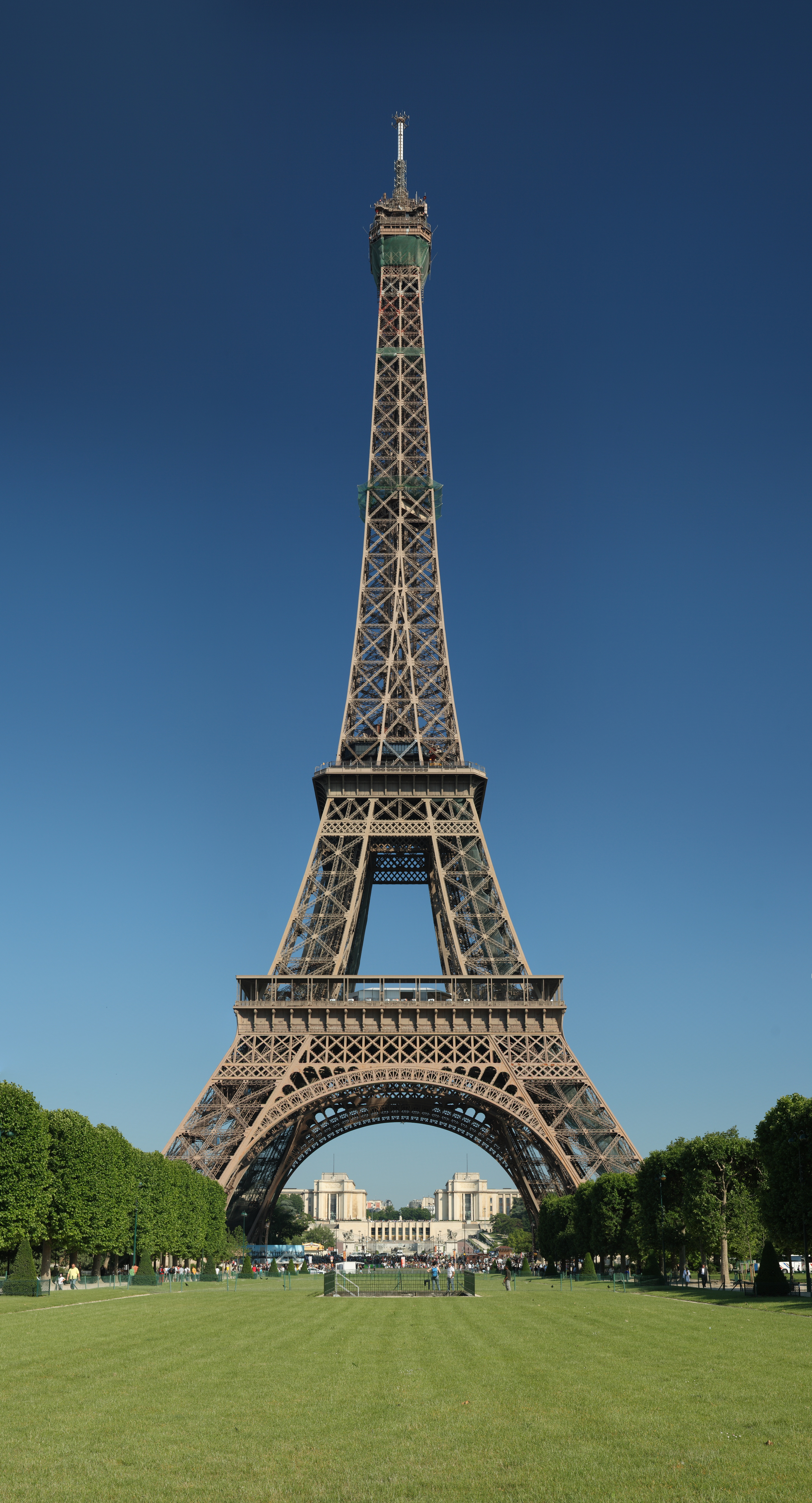
Turnul Eiffel din Paris este o realizare istorică a ingineriei structurale.

Ingineria structurală este o subdisciplină a ingineriei civile în care inginerii structurali sunt instruiți să proiecteze „oasele și mușchii” care creează forma și forma structurilor create de om. Inginerii structurali trebuie să înțeleagă și să calculeze stabilitatea, rezistența și rigiditatea structurilor construite pentru clădiri și pentru construcții. Proiectele structurale sunt integrate cu cele ale altor proiectanți, cum ar fi arhitecți și ingineri servicii de construcții și de multe ori supraveghează construcția proiectelor de către contractanți pe amplasament. De asemenea, pot fi implicați în proiectarea de mașini, echipamente medicale și vehicule în care integritatea structurală afectează funcționarea și siguranța. Vezi glosarul ingineriei structurale.
Teoria ingineriei structurale se bazează pe legi fizice aplicate și cunoștințe empirice ale performanței structurale a diferitelor materiale și geometrii. Proiectarea ingineriei structurale folosește un număr de ingineri structurali relativ simpli pentru a construi sisteme structurale complexe. Inginerii structurali sunt responsabili de utilizarea creativă și eficientă a fondurilor, elementelor structurale și a materialelor pentru a atinge aceste obiective.

## Legături externe
Asociația Inginerilor Constructori Proiectanți de Structuri (AICPS) - www.aicps.ro
- Structural Engineering Association – International
- National Council of Structural Engineers Associations
- Structural Engineering Institute, an institute of the American Society of Civil Engineers
- Structurae database of structures
- Structuremag The Definition of Structural Engineering
- The EN Eurocodes are a series of 10 European Standards, EN 1990 – EN 1999, providing a common approach for the design of buildings and other civil engineering works and construction products